# Michelle Wete Sissako
Michelle Wete Sissako, född 8 januari 2003, är en volleybollspelare (vänsterspiker). Hon spelar med Kameruns landslag och har med dem deltagit i VM 2022 och vunnit afrikanska mästerskapet 2021. 